# Anggalan
Anggalan is een bestuurslaag in het regentschap Lebak van de provincie Banten, Indonesië. Anggalan telt 2772 inwoners (volkstelling 2010).